# Тихоокеански пояс
Тихоокеанският пояс или Токайдският коридор е най-големият мегаполис в Япония. Обхваща около 83 милиона души или около 65% от населението на цяла Япония. Разпростира се от префектура Ибараки от север до префектура Фукуока на юг. Почти цялото промишлено производство на Япония се намира в този регион и се оценява на 81% от икономиката на Япония през 2007 г. (4-5 трилиона щ.д.).